# Tina Arena
Tina Arena (Melbourne, 1 november 1967), artiestennaam van Filippina Lydia Arena, is een Australisch zangeres.

## Carrière
Arena trad op zevenjarige leeftijd al op in de televisieshow Young Talent Time. In 1995 brak ze internationaal door met het nummer Chains. Dit werd een top 10-hit in Groot-Brittannië en ook in de Verenigde Staten en Duitsland sloeg het nummer aan. De daaropvolgende nummers waren echter minder succesvol. In 1998 zong ze met Marc Anthony het duet I Want to Spend My Lifetime Loving You; de titelsong van de film The Mask of Zorro.
Vanaf eind jaren 1990 treedt ze in Frankrijk en Zwitserland regelmatig op met Franstalige nummers. In de Waalse Ultratop 40 stond ze driemaal op nummer een: in 1999 met het nummer Aller plus haut (1 week), in 2000 met Les 3 cloches (3 weken) en in 2006 met Aimer jusqu'à l'impossible (1 week).
Tijdens de openingsceremonie van de Olympische Zomerspelen 2000 in Sydney zong ze het nummer The Flame. In 2011 zong ze in Parijs, nadat haar landgenoot Cadel Evans de Ronde van Frankrijk had gewonnen, het volkslied van Australië. In 2008 werd Tina Arena benoemd tot ridder in de Franse Nationale Orde van Verdienste.

## Discografie
- 1977: Tiny Tina and Little John with John Bowles
- 1990: Strong as Steel
- 1994: Don't Ask
- 1997: In Deep
- 2001: Just Me
- 2005: Un autre univers (Franstalig)
- 2007: Songs of Love & Loss
- 2008: Songs of Love & Loss 2
- 2008: 7 vies (Franstalig)
- 2013: Reset
- 2015: Eleven

- Bibsys: 4080710
- Bibliothèque nationale de France: cb14024492p (data)
- Gemeinsame Normdatei: 134924975
- International Standard Name Identifier: 0000 0000 7840 0873
- Library of Congress Control Number: no99025619
- MusicBrainz: c1ccc784-9f18-4369-96b1-38106419b5ad
- Nationale Bibliotheek van Tsjechië: ola2002149285
- Nationale bibliotheek van Australië: 35570207
- Réseau des bibliothèques de Suisse occidentale: 02-A005684910
- Système universitaire de documentation: 079975658
- Virtual International Authority File: 12504765
- WorldCat: E39PBJtH4xbgWrPPVjtBqTpVmd